# Herzogianthus vaginatus
Herzogianthus vaginatus är en bladmossart som först beskrevs av Theodor Carl Karl Julius Herzog, och fick sitt nu gällande namn av Rudolf Mathias Schuster. Herzogianthus vaginatus ingår i släktet Herzogianthus och familjen Herzogianthaceae. Inga underarter finns listade i Catalogue of Life.